# Chikli Udgir, Aurad
Chikli Udgir là một làng thuộc tehsil Aurad, huyện Bidar, bang Karnataka, Ấn Độ.